# Personne vulnérable en droit français
Pour un article plus général, voir Personne vulnérable.
 (avril 2018).
Si vous disposez d'ouvrages ou d'articles de référence ou si vous connaissez des sites web de qualité traitant du thème abordé ici, merci de compléter l'article en donnant les références utiles à sa vérifiabilité et en les liant à la section « Notes et références ».
La notion de personne vulnérable, née de l'évolution récente du droit français, a été créée afin de mieux protéger les personnes les plus exposées aux agressions de notre société : agressions sexuelles (très souvent), physiques ou morales (harcèlement, escroqueries, abus de confiance, etc.) de la part de leurs concitoyens. Très fréquemment également, ces agressions sont entachées de racisme, sexisme, homophobie, transphobie…
En droit, cette notion de personnes vulnérables concerne le plus souvent les personnes mineures, handicapées ou (très) âgées. Mais il peut aussi s'agir de personnes maîtrisant mal la langue française.
À cette première notion s'ajoute pour ces deux dernières catégories (qui jusqu'à une date récente, et contrairement aux mineurs, n'étaient que peu protégées par la Loi) un doute sur leur capacité à donner « un consentement éclairé » ou à faire preuve d' « un jugement éclairé », comme de nombreux textes réglementaires ou législatifs le demandent actuellement (pour prendre un crédit, pour subir une opération, …).

## Articles annexes
- Éthique
- Déclaration d'Helsinki
- Vulnérabilité psychologique
- Vulnérabilité sociale
- Circonstance aggravante
- Joseph Merrick
- La Monstrueuse Parade (en raison des propos non respectueux de la belle Cléopâtre la trapéziste)